# Месје 90
Месје 90 (М90) је спирална галаксија у сазвежђу Девица која се налази у Месјеовом каталогу објеката дубоког неба.
Деклинација објекта је + 13° 9' 50" а ректасцензија 12h 36m 50,0s. Привидна величина (магнитуда) објекта М90 износи 9,4 а фотографска магнитуда 10,2. Налази се на удаљености од 16,8000 милиона парсека од Сунца. М90 је још познат и под ознакама NGC 4569, UGC 7786, MCG 2-32-155, ARP 76, VCC 1690, CGCG 70-192, IRAS 12343+1326, PGC 42089.